# The Binding of Isaac
The Binding of Isaac är ett indiespel utvecklat av Edmund McMillen och Florian Himsl och gavs ut på Steam den 28 september 2011. Spelaren styr ett gråtande naket barn vid namn Isaac eller en av sex andra upplåsbara karaktärer. När hans mor får ett meddelande från Gud som kräver hennes sons liv som bevis på hennes tro, flyr Isaac in i deras hems källare, som är fyllt av monster.
Den 1 november 2011 tillsattes spelet till Humble Indie Bundle som en del av Humble Voxatron Debut.  Spelet och nedladdningsbart innehåll tillsattes senare i Humble Indie Bundle 7.  Dessutom gjordes spelet och det nedladdningsbara innehållet tillgängligt på Humble roguelike Weekly Bundle i januari 2014. Konsolversionerna, som innehåller ytterligare funktioner som utvecklaren inte kunde genomföra i den ursprungliga Flash-versionen, är för närvarande under utveckling av McMillen.
Spelets titel och berättelse består av referenser till den bibliska berättelsen kallad Binding of Isaac. Enligt McMillen berör spelet mörka och vuxna teman såsom barnmisshandel, könsidentitet, barnamord, försummelse, självmord, abort och hur religion kan påverka barnet negativt; alla begrepp som datorspel oftast undviker. En remake av spelet, The Binding of Isaac: Rebirth, släpptes 2014.